# Круки (Мінський повіт)
Кру́ки (пол. Kruki) — село в Польщі, у гміні Мрози Мінського повіту Мазовецького воєводства.
Населення — 85 осіб (2011).
У 1975—1998 роках село належало до Седлецького воєводства.

## Демографія
Демографічна структура станом на 31 березня 2011 року:
|          | Загалом | Допрацездатний вік | Працездатний вік | Постпрацездатний вік |
| -------- | ------- | ------------------ | ---------------- | -------------------- |
| Чоловіки | 45      | 6                  | 34               | 5                    |
| Жінки    | 40      | 5                  | 18               | 17                   |
| Разом    | 85      | 11                 | 52               | 22                   |